# Phare de Punta Corona
Le phare de Punta Corona  (en espagnol : Faro Punta Corona) est un phare actif situé sur Punta Corona (ceb), (Province de Chiloé), dans la région des Lacs au Chili.
Il est géré par le Service hydrographique et océanographique de la marine chilienne dépendant de la Marine chilienne.

## Histoire
Le phare, mis en service en 1859 près d'Ancud, est le plus ancien phare en activité au Chili, bien qu’il semble avoir été modernisé. pour le tourisme, il fait partie des douze merveilles du patrimoine de la région de Los Lagos. Il a été construit par l'ingénieur suédois Enrique Siemsen (es) .
Le phare se trouve à l'extrémité nord de la grande île de Chiloé, marquant l'entrée du port d'Ancud. Il est attaché à la maison d'un gardien d'un étage qui est toujours habité.
Il est accessible par la route et le personnel de la station effectue parfois des visites de la tour.

## Description
Le phare  est une  tour cylindrique en béton armé, avec une galerie et une lanterne de 9 m de haut. La tour est peinte en blanc avec une bande rouge et le dôme de la lanterne est rouge. Il émet, à une hauteur focale de 66 m, un éclat blanc par période de 10 secondes. Sa portée est de 32 milles nautiques (environ 59 km).
Il porte un radar Racon émettant les lettres O.
Identifiant : ARLHS : CHI-013 - Amirauté : G1676 - NGA : 111-1552 .

### Lien connexe
- Liste des phares du Chili